# اسکرون (جورجیا)
اسکرون، جورجیا (به انگلیسی: Screven, Georgia) یک شهر در ایالات متحده آمریکا با جمعیت ۷۰۲ نفر است که در جورجیا واقع شده‌است.

## موقعیت جغرافیایی
موقعیت جغرافیایی شهرها و مناطق اطراف به شرح زیر است: